# 파란 (포털 사이트)
파란(Paran)은 대한민국의 대표적인 포털 사이트 중 하나였다. KTH이 경영하던 하이텔과 KT가 운영하던 한미르를 2004년 7월 17일에 통합하여 만들었다. 초기에 탈렌트 백윤식을 모델로 론칭 프로모션을 진행하였으며, 2006년 12월 대한민국 최초로 기가메일 서비스를 제공하였다.
주요 서비스는 전자 우편, 블로그, 클럽, 푸딩, 엠박스 등의 서비스와 한미르 시절부터 제공하던 전화번호 검색과 지도서비스가 있었고, 하이텔에서 시작한 아이디스크, U2 등이 파란만의 특색 있는 서비스로 자리 잡았다.
KTH는 스마트 모바일 사업에 집중하기로 한 전략에 따라 2012년 7월 31일 밤 12시 이후 파란을 종료하기로 하였다.
주요 메일, 주소록, 블로그 등은 다음커뮤니케이션으로 서비스를 이전하며, 메일, 주소록, 블로그 등의 자료들은 그대로 이관되었다. 2012년 10월 4일까지 백업 신청 페이지를 통해 메일, 블로그, 쪽지, 클럽의 자료를 내려받았다. 또한 그 외에 올스타, PLAYY, 하트콘, 비즈프리 서비스는 KTH에서 계속한다.
2014년 올스타, PLAYY, 하트콘도 문을 닫았고, 비즈프리만 다른 회사로 이전되었다.

## 주요 서비스

### 메일
파란 메일의 용량은 5GB로 네이버와 함께 당시 포털 사이트 메일로는 가장 큰 용량을 저장하여 사용자 필요에 따른 용량을 제공했다. 메일 사용자에게는 50~500건의 SMS를 무료로 제공하였고, PC를 상시 이용하는 직장인이나 학생들은 매우 저렴하게 단문 서비스를 이용했다. 또한, WINC번호 1001로 제공하던 모바일 서비스를 통해서 언제 어디서든 파란메일을 이용하도록 지원하였다.

### 카툰
파란의 카툰은 초기부터 무료만화와 함께 파란의 매우 중요한 서비스였다. 허영만의 식객을 초기부터 연재했으며, 양영순의 1001을 연재했다.

### 블로그
파란의 블로그는 하이텔의 웹버전에서 제공하는 PMC(Personal Media Center)를 근간으로 하며, 풍부한 저장공간을 초기부터 제공하여 많은 사진 블로그가 존재했다.

### 지식바다
파란에서 운영하였던 지식검색이며 주요 사이버 머니는 진주이며, 단위는 알로 구성했었다. 지식바다는 2009년 7월 24일에 폐쇄했다. 

### 모바일
파란은 WINC번호 8080으로 WAP버전의 모바일 서비스를 제공했으며, 주로 화보와 유머컨텐츠 등을 공급하였다. 이외에도 동영상 서비스인 엠박스가 WINC번호 80으로 공급하였고, 메일서비스는 WINC번호 1001로 이용하였다.

### 모바일 파란
모바일 파란(옛 이름 : 파란미니)는 2008년 8월 8일 늘어나는 풀브라우징폰에서 사용하기 편리하도록 WVGA(800*480)에 맞춘 포털 사이트였다. 일반 웹페이지에 비해서 가볍게 제작하여 풀브라우징폰이나 내비게이션 등에 매우 빠르고 편리하게 이용했었다. 2010년 10월 13일에 모바일 파란으로 이름을 바꾸었다.

## 서비스 종료
파란은 2012년 7월 31일 밤 12시에 서비스를 종료한다고 발표했다. 메일은 다음 한메일, 블로그는 티스토리로 이관하였다.